# Crispy News
Crispy News è stato un programma televisivo italiano quotidiano di genere telegiornale e commedia, in onda su MTV dal 2007. Le "crispy news" a cui fa riferimento il titolo sono pillole di infotainment della durata di 30 secondi ciascuna con una connotazione ironica e divertente, in onda tutti i giorni a random all'interno del palinsesto di MTV.

## Il programma
Realizzato interamente a Milano da una redazione internazionale coordinata dal produttore Alessandro Badiali, il programma viene inizialmente trasmesso contemporaneamente anche in Francia, Spagna e Portogallo dai network locali MTV France, MTV Espana e MTV Portugal e diffuso su internet via MSN.
Da marzo 2008 a novembre 2009, visto il crescente successo, il programma ha trovato un'ulteriore collocazione all'interno dello show Total Request Live nella formula di mini notiziario di 1 minuto e mezzo con il nome Crispy TRL e sul canale satellitare di Sky MTV Hits ricoprendo 2 ore di programmazione mattutina e portando il canale alla leadership di ascolti in quella fascia tra tutti i canali musicali di Sky. Di conseguenza da novembre 2008 inizia la realizzazione di news inedite realizzate esclusivamente per il mercato italiano in aggiunta a quelle internazionali già in rotazione.
A partire dal 4 maggio 2009 "Crispy News" va in onda in contemporanea in tutto il mondo (con esclusione dei soli Stati Uniti) diventando così il primo programma televisivo quotidiano "Made in Italy" a copertura mondiale.

## Spin-off

### Crispy Show
Da marzo 2008 per il canale televisivo Bonsai TV, di proprietà di Telecom Italia Media, è stato realizzato un talk show di gossip intitolato Crispy Show. Il programma, in onda tutti i giovedì alle 21:00 per un totale di 46 puntate, condotto da Alessia Ventura, presentava le 10 migliori news della settimana sotto forma di classifica oltre alla presenza di rubriche, giochi e ospiti vip.

### Top 10 Crispy Star
In occasione del lancio mondiale nel 2009 è stato realizzato uno show dal titolo Top 10 Crispy Star, condotto da Kelly Osbourne.